# Paolo Vieri Andreotti
Paolo Vieri Andreotti OP (* 23. Dezember 1921 in Piteglio, Provinz Pistoia, Italien; † 10. Juli 1995) war Bischof von Faisalabad.

## Leben
Paolo Vieri Andreotti trat der Ordensgemeinschaft der Dominikaner bei und empfing am 5. April 1947 das Sakrament der Priesterweihe.
Am 6. Mai 1972 ernannte ihn Papst Paul VI. zum Titularbischof von Afufenia und bestellte ihn zum Weihbischof in Lyallpur. Der Präfekt der Kongregation für die Evangelisierung der Völker, Agnelo Kardinal Rossi, spendete ihm am 29. Juni desselben Jahres die Bischofsweihe; Mitkonsekratoren waren der Offizial in der Kongregation für die Evangelisierung der Völker, Kurienerzbischof Duraisamy Simon Lourdusamy, und der Bischof von Lyallpur, Francesco Benedetto Cialeo OP.
Am 8. September 1976 ernannte ihn Papst Paul VI. zum Bischof von Lyallpur/Faisalabad. Paolo Vieri Andreotti trat am 9. Januar 1984 als Bischof von Faisalabad zurück.